# 御厨
御厨（みくり、みくりや）とは、「御」（神の）+「厨」（台所）の意で、神饌を調進する場所のことである。本来は神饌を用意するための屋舎を意味する。御園（みその、みそのう）ともいう。

## 概要
本来は神饌を調理するための屋舎を意味するが、表現の一種として神饌を調進するための領地も意味する。そこに生産者（漁民など）が神人として属していた。
神社は神田、神郡、神戸といった領地を持っていたが、平安時代中期以降荘園が増え神社も権禰宜による自墾地系の地域の特産品を納めるかわりに神税を免除される御厨・御園という名の荘園を持つようになる。その後、権禰宜の仲介で武士からの寄進地系の御厨・御園が増加していった。
中世日本においては、皇室や伊勢神宮、賀茂神社など、有力な神社が荘園（神領）を持ち、後に地名及び名字として残った。鎌倉時代には全国各地に約500か所を数えるほどになっていた。また中世では、たびたび武士団によって略奪・押領される（武士の領地化）といったことが起こっている。特に関東の相馬御厨や大庭御厨は源義朝の濫行で歴史上有名である。

## 主な御厨
- 阿射賀御厨（伊勢国）
- 大庭御厨（相模国）
- 榛谷御厨（武蔵国）
- 東条御厨（安房国）
- 丸御厨（安房国）
- 相馬御厨（下総国）
- 夏見御厨（下総国）
- 葛西御厨（下総国）
- 筑摩御厨（近江国）
- 中河御厨（美濃国）
- 矢原御厨（信濃国）
- 簗田御厨（下野国）

## 現代に残る地名
市町村名に限らず、大字や小字として日本各地に「御厨」の地名が残っている。群馬県桐生市や大阪府東大阪市、長野県長野市等に存在する。長崎県松浦市と静岡県磐田市には、「御厨駅」という駅もある。
過去には以下のような「御厨」を冠する市町村があった。
- 栃木県足利郡御厨町（現足利市）
- 静岡県駿東郡御厨町（改称して御殿場町、現 御殿場市）
- 長崎県北松浦郡新御厨町（現松浦市）
- 静岡県磐田郡南御厨村（現磐田市）
- 御厨村